# ژیمناستیک در المپیک تابستانی ۲۰۰۰ – بارفیکس مردان
در فهرست زیر نتایج رقابت بارفیکس مردان، یکی از رویدادهای رقابت‌های ژیمناستیک هنری مختص مردان، در بازی‌های المپیک تابستانی ۲۰۰۰ در سیدنی آورده شده‌است. دور مقدماتی و نهایی در تاریخ ۱۶ و ۲۵ در سیدنی سوپردام برگزار شد.

### نهایی
| رتبه | ژیمناست                | امتیاز |
| ---- | ---------------------- | ------ |
|      | الکسی نموف (RUS)       | ۹٫۷۸۷  |
|      | بنجامن وارونیان (FRA)  | ۹٫۷۸۷  |
|      | Lee Joo-Hyung (KOR)    | ۹٫۷۷۵  |
| ۴    | الکسی بوندارنکو (RUS)  | ۹٫۷۶۲  |
| ۵    | الکساندر برش (UKR)     | ۹٫۷۵۰  |
| ۶    | ایلیا گیوگادزه (GEO)   | ۹٫۶۲۵  |
| ۷    | Dieter Rehm (SUI)      | ۸٫۹۲۵  |
| ۸    | نائویا تسوکاهارا (JPN) | ۸٫۸۲۵  |